# كوفيرينج
كوفيرينج هي بلدية في منطقة ريغنسبورغ في بافاريا في ألمانيا.